# 屯門民政事務處
屯門民政事務處（英語：Tuen Mun District Office）為香港特別行政區政府民政事務總署轄下的政府部門，主理屯門區內事務。屯門民政事務處負責管理區內各社區會堂／社區中心、辦事處及諮詢中心設於新界屯門屯門政府合署二樓區域。

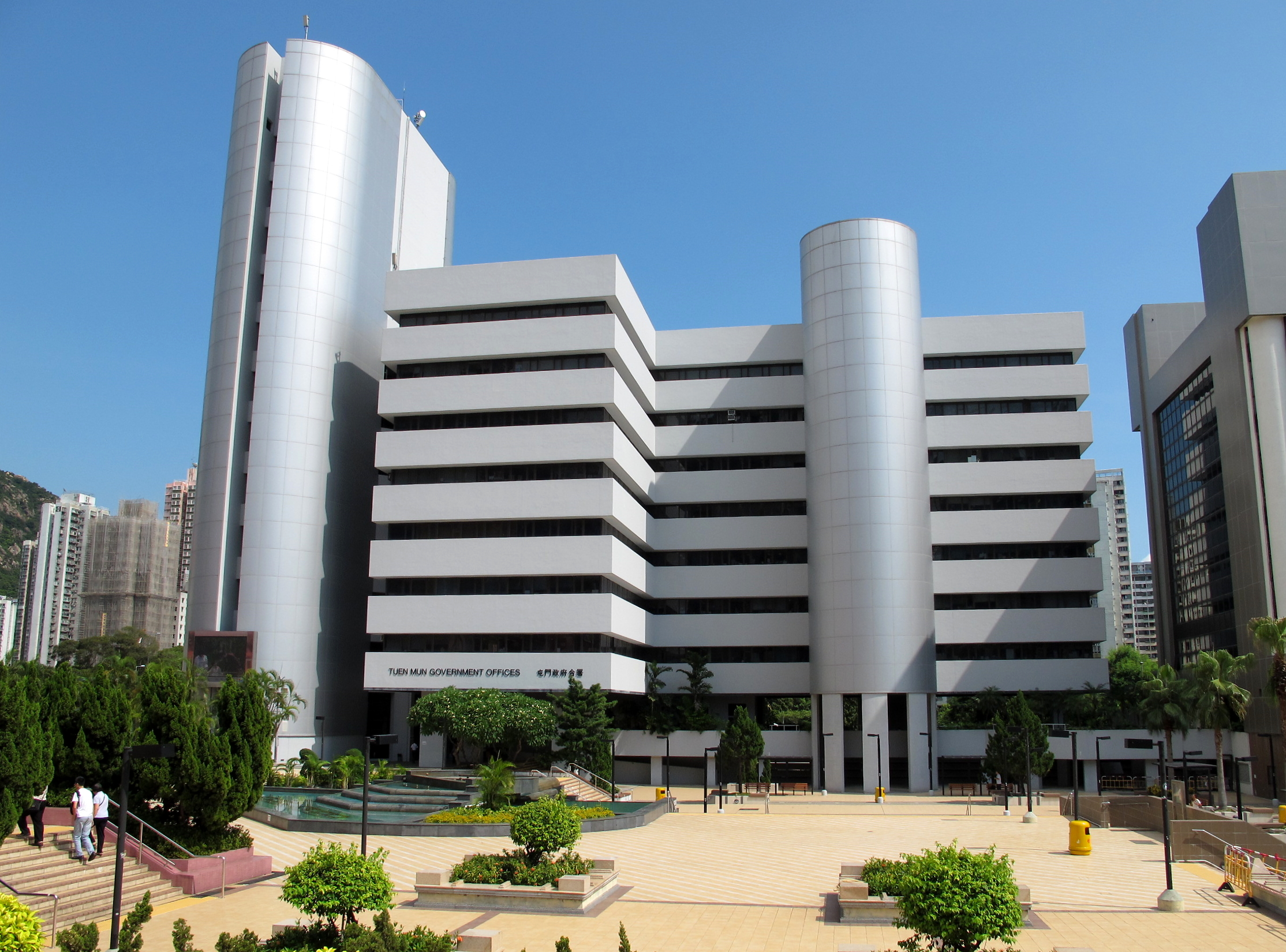
辦事處及諮詢中心設於新界屯門屯門政府合署二樓區域

## 管理層
屯門民政事務處由屯門民政事務專員擔任主管，現任是專員關可臨，於2023年1月履新。時任行政長官曾蔭權在2008年曾形容，各區民政事務專員地位有如「地區特首」，可見專員權力在區內非常強大。民政事務助理專員分別為陳慧迪及朱旻聰。

### 歷任專員
1. 陳子敬（1997年7月1日－1998年1月4日）
2. 王國彬（1998年1月5日－2000年8月6日）
3. 林國強（2000年8月7日－2003年8月24日）
4. 鍾少騰（2003年8月25日－2008年3月7日）
5. 張國財（2008年3月8日－2012年5月6日）
6. 劉淦權（2012年5月7日－2016年1月14日）[3]
7. 馮雅慧（2016年1月25日－2023年6月25日）[4]
8. 關可臨（2023年6月26日－）[5]

## 座右銘
「務實，量力進取」是屯門民政事務處服務市民的座右銘。

## 組織架構
屯門民政事務處（電話：24503030）
- 行政組（電話：24503014）
- 總務室/辦公室（電話：24513059）
- 區議會秘書處（電話：24511598）
- 社區重點項目計劃小組（電話：24513368）
- 聯絡組（電話：24513032／24513063／24513158）
  - 大廈管理及市中心聯絡小組（電話：24513050）
  - 東北聯絡小組（電話：24513040）
  - 龍門及山景聯絡小組（電話：24513058）
  - 東南聯絡小組（電話：24513465）
  - 西南聯絡小組(蝴蝶/湖景分處)（電話：24651503）
  - 大興聯絡小組（電話：24513268）
  - 西北聯絡小組(良景分處)（電話：24651352）
  - 地區設施聯絡小組（電話：24513035）
  - 樂翠聯絡小組（電話：24513271）
- 社區事務聯絡小組（電話：24513441）
- 工程組（電話：24513027）

### 諮詢中心及分處
- 諮詢中心（地址：新界屯門屯門政府合署二樓，電話：2451 1151）
  - 設有免費宣誓服務、約見免費法律諮詢計劃義務律師、提供資料及表格、勞工處就業服務工作站、登記免費上網、收費影印服務。
- 蝴蝶/湖景分處 (地址：新界屯門蝴蝶邨蝴蝶灣社區中心一樓，電話：2464 4101)
- 良景分處 (地址：新界屯門良景邨良景社區中心地下，電話：2465 1401)

### 社區會堂
- 屯門市中心社區會堂（屯門時代廣場北翼L4層，電話：2451 3433）
- 山景社區會堂（屯門山景邨，電話：2451 3427）
- 安定/友愛社區中心（屯門安定邨，電話：2940 1755）
- 蝴蝶灣社區中心（屯門蝴蝶邨，電話：2464 4101）
- 大興社區會堂（屯門大興邨，電話：2940 1755）
- 良景社區中心（屯門良景邨，電話：2465 1401）
- 建生社區會堂（屯門建生邨，電話：2465 1401）
- 井財街社區會堂（屯門井財街27號，電話：2451 3167）
- 湖山路社區會堂（屯門湖山路101號，電話：2940 1755）
- 龍逸社區會堂（屯門龍逸邨，電話：2940 1755）
- 兆麟社區會堂（屯門兆麟街19號，電話：2451 3433）

## 轄下委員會
- 屯門區撲滅罪行委員會
- 屯門公民教育委員會
- 屯門區青年活動委員會
- 屯門區防火委員會
- 屯門分區委員會
  - 屯門東南分區委員會
  - 屯門東北分區委員會
  - 屯門西南分區委員會
  - 屯門西北分區委員會
  - 屯門大興及山景分區委員會
- 屯門地區管理委員會

## 撥款申請
政府於2021年10月25日起，暫停香港區議會在推行「社區參與計劃」及「地區小型工程計劃項目」方面所擔當的角色，原由屯門區議會撥款的資金，改由屯門民政事務處審批。

### 社區參與計劃
民政事務處、民政事務總署和康樂及文化事務署會直接向有關機構發放撥款，或舉辦具地區特色的項目和受歡迎的節慶活動，以及文化、藝術和康樂活動，以促進地區和諧。將獲撥款資助的項目包括指定的慶祝活動(即香港回歸紀念日和中華人民共和國國慶日的慶祝活動，以及新春酒會)和其他地區盛事(如龍舟競渡、廟會及區節)。至於其他獲社區參與計劃撥款資助的活動，將由相關民政處把所需經費發放給地區組織(即分區委員會、地區撲滅罪行委員會和地區防火委員會)，並會預留少量撥款，供可能要舉辦的特別活動使用。

### 地區小型工程計劃
民政處會透過不同渠道(例如諮詢地區組織、分區委員會及區議員)收集社區意見，從而敲定能惠及社區的小型工程項目。有關方面會視乎情況，就值得推展的項目進行可行性研究及地區諮詢。根據既定機制，可行且值得推展的工程項目會交由署長或獲授權力人員審批撥款。

## 爭議事件
遊說議員支持撥款聘公關顧問

2009年底政府額外撥款推動地區活動，屯門區有七百多萬元，除了籌辦屯門區節，亦有意外聘公關顧問公司進行「屯門定位形象推廣研究」。屯門民政事務專員張國財當日在會上鼓其如簧之舌，游說區議員支持撥款，更透露已接觸個別跨國顧問公司的意向，但這類價值僅一百五十萬元的項目，較難吸引有關顧問公司承投合約，必要時可能要轉聘本地公關顧問公司提交計劃。張國財聲言，希望日後落實形象大計之後，能夠提升地區人士參與區內事務的興趣。地區人士擔心這場公關騷爛尾收場，成為民政專員任內好大喜功的典型「政績」；就算公關顧問公司制訂了大計，又要再動用多少額外資源執行，區議會的財力，隨時虛耗到這個不着邊際、效益成疑的「假大空」。
屯門民政處拒討論青山灣中心

2020年10月5日屯門區議會會議期間，有議員提出關注青山灣入境事務中心被羈留人士絕食事件，有被羈留人士不滿遭不人道對待，遂發起絕食行動並已達一百日。屯門民政事務專員馮雅慧以議程不符《區議會條例》，拉隊離場。有議員斥民政處做法可恥，並堵塞區議會會議室門口，阻止官員離場，最後有官員被迫滯留。在會議前，民政處已拒絕將該份文件上載至區議會網站。馮雅慧表示，因應時任屯門區議會主席陳樹英將文件納入議程，政府官員會即時離席，和民政處不會提供秘書服務。在馮雅慧發言期間，陳樹英一直搖頭表示不同意，亦有議員反問青山灣是否屬屯門區內。

區議會修《會議常規》以視像開會 民政處表明有保留

2021年2月5日屯門區議會通過修改《會議常規》，賦權予主席及工作小組召集人在無法召開實體會議時，可決定以視像方式進行會議，並決定視像會議的使用程式及會議連結。第四波疫情下區議會復會後，屯門區議會時任主席陳樹英提出討論以視像會議進行會議，民政處表明對視像會議有保留。屯門民政事務專員馮雅慧辯稱，總署須考慮視像會議會否影響會議的合法性，指《區議會條例》第70條定明會議法定人數，須考慮如何計算參與會議的人數、如何記錄議員在各項議程的參與，和主席須決定會議的地點和表決方式等。馮雅慧認為，目前未有方法處理上述疑慮，所以未能支持網上會議。區議員不認同民政處的說法，立法會進行視像會議十分順利，議員質疑立法會可以用視像，而區議會則要研究，是拖延區議會召開會議的藉口。

議員批民政處亂封區及拒溝通

2021年2月3日屯門民政事務處突襲圍封屯門豐景園第一座，居民必須禁足及作強制檢測，但最後僅發現一名初步確診患者。事後屯門區議會會議上，時任當區區議員林明恩斥當局胡亂封區和拒絕溝通，民政處職員在事前和事後均從未聯絡，在會上反問「我可唔可以要DO（民政事務專員）同ADO（助理民政事務專員）手提電話？」。對於要求加強溝通，屯門民政事務專員馮雅慧表示，在公布強制檢測大廈的名單後，私人屋苑會由民政處作聯絡，公屋則由房屋署牽頭設立臨時檢測站。
不處理屯門區議會撥款通過項目

過往屯門區議會負責審批及通過撥款，屯門民政事務處負責執行細節。自香港第六屆區議會上任起，屯門民政事務專員及民政處多次借「把關角色」不處理區議會通過項目，如稱市面有大量口罩購買為由，不處理用區議會撥款外購口罩，甚至自行去除區議會贊助名義繼續舉辦，如分區委員會活動、回歸嘉年華、國慶慶典、新春酒會和製作宣傳品等。
將屯門區議會撥款改由民政處批款

政府於2021年10月25日起，「暫停」區議會在推行「社區參與計劃」及「地區小型工程計劃項目」方面所擔當的角色。原由屯門區議會撥款的資金，改由屯門民政事務處審批。使屯門區議會處於「零撥款」狀態，沒有資源和話語權，削減區議會的功能。
屯門封區只准港台進入禁區內專訪民政專員

2022年2月6日屯門良景邨良傑樓及良偉樓圍封後，未有任何公開消息。香港電台疑獲「優待」，准許在圍封範圍內獨家訪問屯門民政事務專員馮雅慧近6分鐘，期間有多名身穿保護衣人員在背後經過，《獨媒》記者只能在遠處拍攝。馮雅慧完成訪問後即返回圍封範圍內的帳篷，《獨媒》曾向傳媒聯絡要求訪問馮雅慧，但職員以馮雅慧事忙為由拒絕，又指馮之後亦不會接受訪問。被問及為何只有港台可以在圍封範圍內訪問，該職員則稱自己剛才不在場，又稱是港台自行見到馮雅慧後直接要求訪問。
中央援港防疫物資被屯門民政處重覆轉交建制團體

2022年第五波新冠疫情爆發，在國家中央政府全力支援下，特區政府採購了大量醫療物資（包括快速抗原測試包、中成藥、個人保護裝備等）分批運抵，配合不同的防疫抗疫工作。屯門民政事務處將醫療物資重覆轉贈予建制團體「全港社區抗疫連線」，由於政府「醫療物資保障工作小組」已多次將物資直接送給「全港社區抗疫連線」，屯門民政處再次轉贈而不公開派發和轉交區內其他社福團體，令區內居民一直未能索取中央援港物資，也不滿物資去向不透明，浪費公帑採購及中央政府心意。

## 外部連結
- 香港特別行政區政府 民政事務總署 （页面存档备份，存于）
- 牌照事務處 （页面存档备份，存于）